# Heinz-Josef Ackermann
Heinz-Josef Ackermann (* 20. Juni 1945) ist ein ehemaliger deutscher Fußballspieler.

## Werdegang
Der Stürmer wechselte 1964 vom SVS Merkstein zum Regionalligisten Arminia Bielefeld. Ackermann kam in der Saison 1965/66 in der zweitklassigen Regionalliga West auf 20 Einsätze, bei denen er fünf Tore erzielte. Außerdem bestritt er für Bielefeld 1966 ein Spiel in der 1. Hauptrunde des DFB-Pokals, das mit 1:3 beim Regionalligisten Holstein Kiel verloren wurde. Am Saisonende wechselte er vereinsintern in die zweite Mannschaft.